# Sacoila squamulosa
Sacoila squamulosa är en orkidéart som först beskrevs av Carl Sigismund Kunth, och fick sitt nu gällande namn av Leslie Andrew Garay. Sacoila squamulosa ingår i släktet Sacoila och familjen orkidéer. Inga underarter finns listade i Catalogue of Life.